# Tatiana Corvin
Tatiana Corvin, née le 14 juillet 1932 à Bucarest, est une écrivain et architecte vaudoise.

## Biographie
Originaire de Lausanne et de Roumanie, Tatiana Corvin entre à la Faculté d'architecture de l'Université de Bucarest, devient architecte, graphiste et décoratrice d'intérieur. Elle dévoile son inclination pour l'art décoratif et s'emploie à démontrer la nécessité d'un confort esthétique et fonctionnel dans de nombreux articles de revues.
Plus encore que l'architecture, c'est l'amour de la littérature qui habite Tatiana Corvin : elle écrit des contes pour enfants, des poèmes, des pièces de théâtre, des scénarios pour films et de dessins animés et enfin deux romans : Ne brisez pas la musique et Le procès du génie.
Médaillée d'argent de l'Académie européenne des arts en 1987, Tatiana Corvin appartient entre autres à la Société suisse des écrivaines et écrivains, à l'Association vaudoise des écrivains, au Lyceum Club international, à l'Union internationale des femmes architectes et à l'Académie européenne des arts.

## Sources
- Fonds=Corvin (Tatiana) (1938-2005) [0,23 ml.]. Section : Archives privées; Cote CH-000053-1 PP 839. Archives cantonales vaudoises (présentation en ligne= https://davel.vd.ch/detail.aspx?ID=53142]
- « Tatiana Corvin », sur la base de données des personnalités vaudoises sur la plateforme « Patrinum » de la Bibliothèque cantonale et universitaire de Lausanne.
- Anne-Lise Delacrétaz, Daniel Maggetti, Écrivaines et écrivains d'aujourd'hui, p. 76